# Antilles

Mapa de les Antilles

Les Antilles (antigament anomenades les Índies Occidentals) són les illes banyades pel mar Carib, més les Bahames. Es fa la distinció entre les Grans Antilles, que inclouen Cuba, Jamaica, la Hispaniola (Haití i la República Dominicana) i Puerto Rico, i les Petites Antilles (la resta d'illes). A causa de la llengua que s'hi parla, Cuba, la República Dominicana i Puerto Rico també són considerades part d'Hispanoamèrica, mentre que geogràficament parlant les Antilles fan part de l'Amèrica Central.

## El nom
Igual que els topònims "Brasil" o "Equador", el nom "Antilles" data d'un període anterior al descobriment d'Amèrica: "Antíl·lia" era una d'aquelles terres misterioses que figuraven a les antigues cartes portolanes, de vegades en forma d'arxipèlag, de vegades com una sola peça de terra de més o menys extensió, que fluctuava constantment enmig de l'oceà entre les Canàries i l'Índia oriental. Però finalment va passar a identificar les terres descobertes per Colom.
Més endavant, quan els territoris indis de Colom van resultar ser un vast arxipèlag dins el mar Carib i el golf de Mèxic, l'"Antíl·lia" va prendre la seva forma plural actual, Antilles, que es va aplicar col·lectivament a tot l'arxipèlag.
El concepte sobreviu en el nom de les Antilles Neerlandeses.

## Grans Antilles
- Bahames
- Cuba
- la Hispaniola
  - Haití
  - República Dominicana
- Illes Caiman (GB)
- Illes Turks i Caicos (GB)
- Jamaica
- Puerto Rico (EUA)
- Illes Verges (GB/EUA). De vegades incloses dins les Grans Antilles, de vegades dins les Petites Antilles.

## Petites Antilles
- Anguilla (GB)
- Antigua i Barbuda
- Antilles Neerlandeses (Països Baixos)
- Aruba (Països Baixos)
- Barbados
- Bonaire (Antilles Neerl.)
- Curaçao (Antilles Neerl.)
- Dominica
- Grenada
- Guadeloupe (Fr.)
- Illes Verges Britàniques
- Illes Verges Nord-americanes
- Martinica (Fr.)
- Montserrat (GB)
- Redonda (part d'Antigua i Barbuda)
- Saba (Antilles Neerl.)
- Saint Barthélemy (Fr.)
- Saint Kitts i Nevis
- Saint Lucia
- Saint-Martin (Fr.) / Sint Maarten (Antilles Neerl.)
- Saint Vincent i les Grenadines
- Sint Eustatius (o "Statia") (Antilles Neerl.)
- Trinitat i Tobago

## Distribució aproximada
Estats independents amb fons groc; Dependències d'altres Estats amb fons taronja
| Estat o dependència km² habitants | Bahames 13.940 310.426   | Illes Turks i Caicos (RU) 91 23.528 |                                       |                                   |                                                |                                   |                                            |                                  |
| Cuba 110.860 11.346.670           |                          |                                     |                                       |                                   |                                                |                                   |                                            |                                  |
| Illes Caiman (RU) 260 50.209      |                          |                                     |                                       |                                   | Illes Verges Nord-americanes (USA) 352 109.775 |                                   |                                            |                                  |
|                                   | Jamaica 10.991 2.731.832 | Haití 27.750 8.121.622              | República_Dominicana 48.730 8.950.034 | Puerto Rico (USA) 9.104 3.916.632 | Illes Verges Britàniques (RU) 153 24.939       | Anguilla (RU) 91 14.764           |                                            |                                  |
|                                   |                          |                                     |                                       |                                   |                                                | Saint-Martin (Fra) 53 35.000      |                                            |                                  |
|                                   |                          |                                     |                                       |                                   |                                                | Sint Maarten (PB) 34 40.917       |                                            |                                  |
|                                   |                          |                                     |                                       |                                   |                                                | Saint Kitts i Nevis 354 54.802    | Antigua i Barbuda 603 87.002               |                                  |
|                                   |                          |                                     |                                       |                                   |                                                |                                   | Montserrat (RU) 120 4.655                  | Saint Barthélemy França 21 7.448 |
|                                   |                          |                                     |                                       |                                   | Sint Eustatius (PB) 34 3.100                   |                                   | Guadeloupe (Fra) 1.780 440.000             |                                  |
|                                   |                          |                                     |                                       |                                   |                                                |                                   | Dominica 754 72.660                        |                                  |
|                                   |                          |                                     |                                       | Illa de Saba (PB) 13 1.424        |                                                |                                   | Martinica (Fra) 1.128 400.000              |                                  |
|                                   |                          |                                     |                                       |                                   |                                                |                                   | Saint Lucia 616 173.765                    |                                  |
|                                   |                          |                                     |                                       |                                   |                                                |                                   | Saint Vincent i les Grenadines 389 120.000 | Barbados 431 284.589             |
|                                   |                          |                                     | Aruba (PB) 193 103.065                | Curaçao (PB) 444 180.592          | Bonaire (PB) 288 14.006                        | Grenada 344 110.000               |                                            |                                  |
|                                   |                          |                                     |                                       |                                   |                                                | Trinitat i Tobago 5.431 1.353.953 |                                            |                                  |
| --------------------------------- | ------------------------ | ----------------------------------- | ------------------------------------- | --------------------------------- | ---------------------------------------------- | --------------------------------- | ------------------------------------------ | -------------------------------- |